# Сезан, Валериан
Валериа́н Сезан (28 июня 1878, с. Слобода-Раранче, Буковина, Австро-Венгерская империя (ныне с. Слобода Черновицкой области) — 10 мая 1940) — румынский теолог, доктор права и религии, профессор, общественный деятель, ректор Черновицкого университета в 1923—1925 и 1927—1930 годах.

## Биография
Учился сначала в православной школе, затем — Черновицкой государственной классической гимназии.
В 1896 году поступает на теологический факультет Черновицкого университета, учится параллельно также и на юридическом факультете.
В 1901 году стал доктором теологии и стипендия Буковинской митрополии для продолжения обучения в других университетах Европы.
Учился в г. Праге и Вене, в 1906 году стал доктором права в Праге. Стажировался в Афинах и Иерусалиме, в Киеве, Москве и Петербурге.
В 1908 году Валериан Сезан избран диаконом Черновицкого кафедрального собора св. Духа.
С 1913 года Валерий Сезан работает на теологическом факультете Черновицкого университета на должности доцента преподавая церковное право.
Во время Первой мировой войны находился в эмиграции.
После возвращения в 1918 году в Черновцы, продолжил работать в Черновицком университете выкладывая латинский и греческий языка.
В 1919 году ему было присвоено звание титулярного профессора церковного права и назначают на должность декана.
В 1923—1925 и 1927—1930 Валериан Сезан избирался ректором Черновицкого университета.
Кроме преподавательской и научной, В. Сезан также активно занимался общественной работой, избирался депутатом парламента в Румынии.
Умер Валериан Сезан в 1940 году.

## Труды
- «Государственная церковь в Римско-Византийской империи от Константина Великого до падения Константинополя» (1911);
- «Объединение православной церкви в Великой Румынии» (1919);
- «Проект объединения Автокефальной православной церкви в соборной Румынии» (1920);
- «Кафедра церковного права юридического факультета» (1939).